# Liste der Bodendenkmale in Oederan
In der Liste der Bodendenkmale in Oederan sind die Bodendenkmale der Stadt Oederan und ihrer Ortsteile nach dem Stand der Auflistung von Volkmar Geupel aus dem Jahr 1983 aufgelistet. Eventuelle Änderungen und Ergänzungen, insbesondere aus der Zeit nach der Wende, sind nicht berücksichtigt, da für Sachsen aktuell keine neueren allgemein zugänglichen Bodendenkmallisten vorliegen. Die Baudenkmale sind in der Liste der Kulturdenkmale in Oederan aufgeführt.
| Denkmal-ID | Fundart            | Ortsteil   | Bezeichnung             | Zeitstellung    | Lage                                                                             | Bemerkungen | Bild |
| ---------- | ------------------ | ---------- | ----------------------- | --------------- | -------------------------------------------------------------------------------- | --- | ---- |
| ?          | besonderer Stein   | Kirchbach  | Steinkreuz „Mordkreuz“  | Spätmittelalter | Ortsmitte, beim südöstlichen Eingang des Kirchhofs                               | Armbrust und Rundmarke auf einer sowie Vertiefungen mit unklarer Bedeutung auf anderer Seite eingeritzt, Schutz seit 23. September 1963           |      |
| ?          | Befestigung > Burg | Wingendorf | Wehranlage „Jakobstein“ | Mittelalter     | nördlich des Orts auf dem Bergsporn Gleichstein zwischen Striegis und Gierenbach | Höhenburg in Spornlage, rundlich-ovale Anlage mit Abschnittsgraben im Südwesten, im Nordosten durch Steinbruch gestört, Schutz seit 27. Juni 1972 |      |